# 관산남초등학교
관산남초등학교는 대한민국 전라남도 장흥군에 있는 공립 초등학교이다.

## 학교 연혁
- 1946년 11월 26일: 관산남국민학교 개교

## 참고 자료
- 관산남초등학교 - 한국교육학술정보원 학교알리미